# Агнеса Ангальт-Дессауська
Агнеса Ангальт-Дессау, повне ім'я Фредеріка Амалія Аґнеса Ангальт-Дессау (нім. Friederike Amalie Agnes von Anhalt-Dessau, 24 червня 1824 — 23 жовтня 1897) — принцеса Ангальт-Дессау з династії Асканії, донька герцога Ангальтського Леопольда IV та прусської принцеси Фредеріки Вільгельміни, дружина герцога Саксен-Альтенбурзького Ернста I.

## Життєпис
Аґнеса народилась 24 червня 1824 року в Дессау. Вона була другою донькою в родині герцога Ангальт-Дессауського Леопольда IV та його дружини Фредеріки Вільгельміни Прусської. Однак, старша сестра Авґуста померла ще до її народження, і Агнеса стала старшою з трьох дітей, які вижили. Мала молодшого брата Фрідріха та сестру Марію Анну Ангальт-Дессауську.
У 28-річному віці пошлюбилася із 26-річним спадкоємцем престолу герцогства Саксен-Альтенбург Ернстом. Весілля відбулося 28 квітня 1853 року в Дессау. На урочистостях був присутній король Пруссії Фрідріх Вільгельм IV.
За місяць правлячий герцог передав Ернсту ведення справ у країні, а у серпні того ж року пішов з життя. Чоловік Агнеси став офіційним правителем Саксен-Альтенбургу.
Їхній шлюб виявився щасливим. Ернст дуже кохав дружину. У пари народилося двоє дітей. Резиденцією подружжя був Альтенбурзький замок. Пожежа 1868 року знищила палац принца та зерносховище, після чого його довелося відбудовувати.
Літо родина проводила у замку Гуммельсхайн, що слугував мисливським маєтком та літньою резиденцією. 1872 року там також відбулась пожежа, що знищила все західне крило. Ернст вирішив, що доречніше збудувати нову будівлю. Новий літній замок був готовий 1885.
Герцогиня вважалася талановитою художницею.
Як і більшість аристократок, займалася благодійністю. Брала участь у догляді за пораненими в ході франко-прусської війни 1870—71 років. Чоловік в цей час очолював один із військових загонів на фронті.
1873 донька Марія пошлюбилася із прусським принцом Альбрехтом і оселилася із ним у Каменецькому замку в Силезії. За кілька років у Аґнеси та Ернста з'явилося троє онуків.
1878 року срібне весілля правлячого подружжя урочисто відзначалося по всій країні. Ернст презентував дружині зменшений лицарський хрест I класу ордена Саксен-Ернестинського дому, так званий «Хрест принцес».

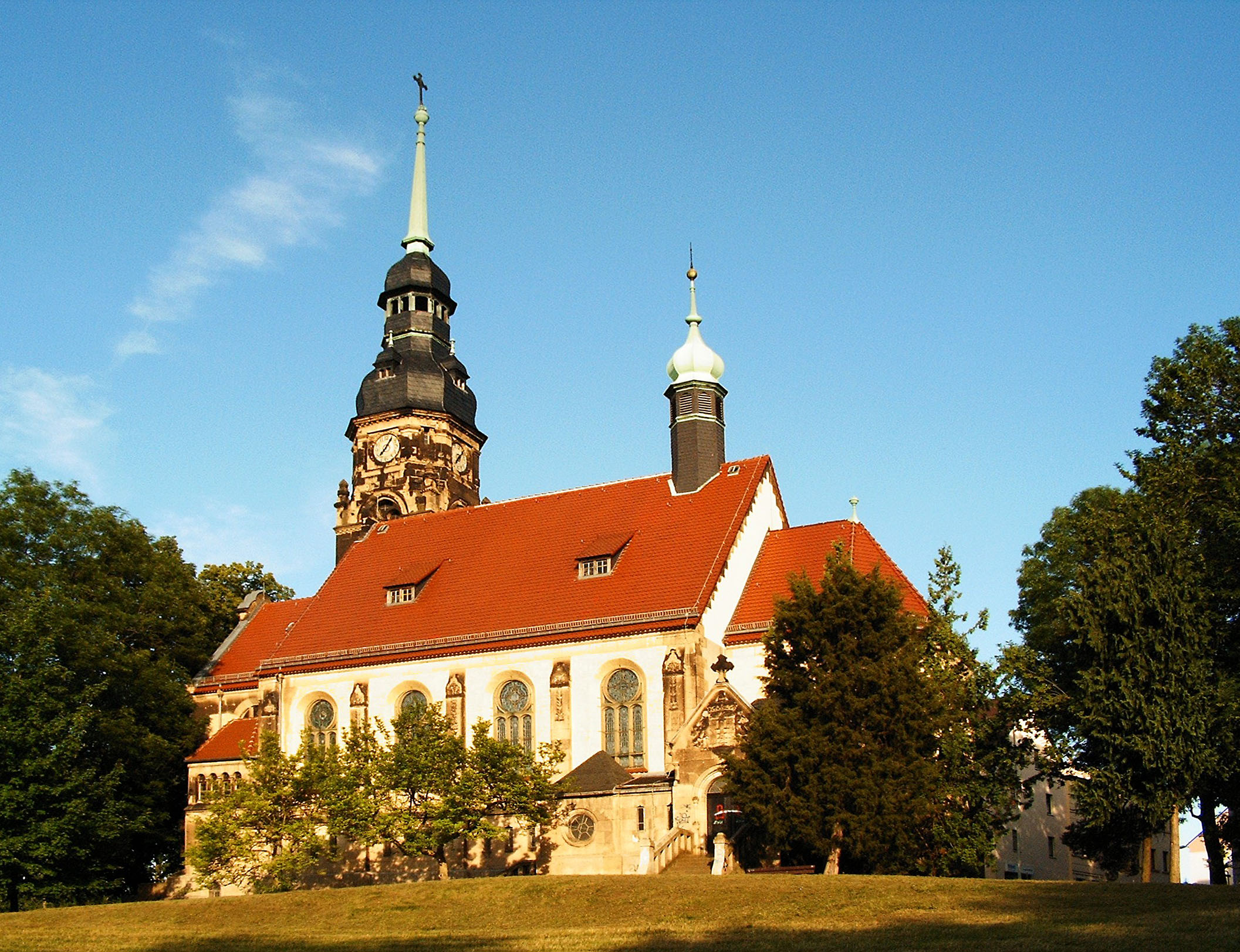
Меморіальна церква герцогині Агнеси

28 квітня 1893 року, з приводу 40-ї річниці весілля герцогської пари, поблизу містечка Шмьольн, на схилі гори, була відкрита 30-метрова оглядова вежа, збудована за зразком Ейфелевої. Вона дістала назву «Вежа Ернста та Агнес».
Тоді ж у 1893 році вийшла праця Аґнеси «Слово до Ізраїля» («Ein Wort an Israel»), що стосувалася антисемітизму та християнства в Німеччині. Наступного року книгу перевели на італійську.
Агнеса померла 23 жовтня 1897 року в Гуммельсхайні у 73-річному віці. За наказом Ернста у 1903–1905 роках у Альтенбурзі була збудована меморіальна церква Herzogin-Agnes-Gedächtniskirche, де тіло герцогині перепоховали.
Чоловік пережив її трохи більше, ніж на десять років, і пішов з життя 7 лютого 1908 року. Оскільки, син помер немовлям, країну успадкував небіж Ернста—Ернст II.

## Родина

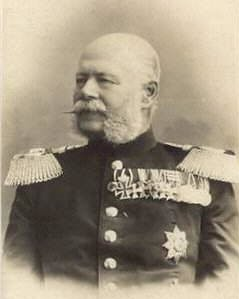
Ернст I

Чоловік Ернст I, герцог Саксен-Альтенбурзький
Діти:
- Марія Фредеріка (1854–1898) — дружина Альбрехта Прусського, мала трьох синів;
- Георг Леопольд (1—29 лютого 1856) — помер немовлям.

## Нагороди
- Орден Святої Катерини 1-го ступеня (Російська імперія).
- Хрест «За заслуги» для жінок та дівчат
- Орден дому Саксен-Ернестіне

## Вшанування пам'яті
- На честь герцогині названа площа Agnesplatz у Альтенбурзі.